# San Bernardino (Bussolo)
La statua di San Bernardino è un'opera lignea realizzata da Pietro Bussolo nel 1499 circa per la chiesa di San Bernardino in via Pignolo a Bergamo.

## Storia
Pietro Bussolo, di origini milanesi, si trasferì a Bergamo nell'ultimo decennio del XV secolo. Tra le sue opere eseguite nella città orobica d'interessante valore artistico vi è la statua eseguita a tutto tondo raffigurante san Bernardino da Siena per la chiesa a lui dedicata costruita intorno al 1450, subito dopo la sua beatificazione.
Non si trova documentazione della presenza di quest'opera negli atti delle varie visite pastorali, neppure in quella di san Carlo Borromeo del 1575. Solo da un inventario del 1590 è possibile ricostruire come era composta la navata della chiesa nel XVI secolo. Tre erano gli altari posti a ogni lato dell'aula e un'ancona lignea sull'altare maggiore descritta con grande con friso d'oro et figure diverse.
L'altare era rialzato da quattro gradini e ornato da quattro angeli. Vi era un crocifisso e l'immagine di santo Bernardino di relevo di legno. Questo inventario non cita la Pala di San Bernardino del Lotto che avrebbe dovuto già essere presente essendo datata 1521. La realizzazione della statua del santo senese, doveva aver richiesto un gran lavoro, anche di forza fisica che,  data l’età avanzata del Bussolo,  presuppone sia stata scolpita anni prima del dipinto lottesco, tolta dall'ancora per esser posta sull'altare perché considerata antiquata e per essere sostituita con la nuova tela. L'ancona, che accoglieva il polittico del Bussolo, fu quindi modificata per poter contenere la pala del pittore veneziano.
Nel 2016 la statua fece parte dei lavori dell'artista esposti nella mostra del palazzo della Ragione, nella Sala delle Capriate.

## Descrizione

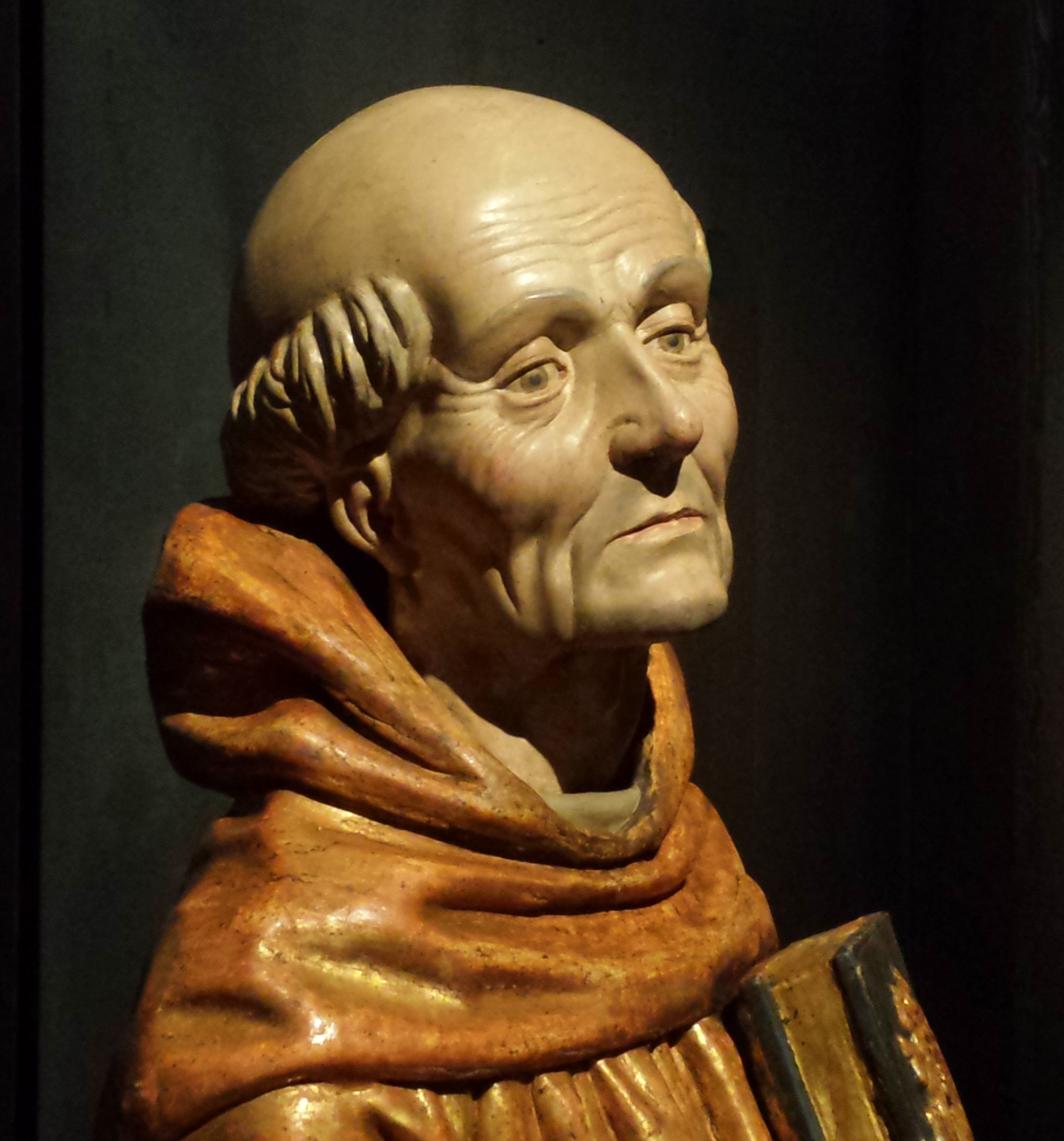
Dettaglio della scultura

La statua di san Bernardino ha una plasticità unica. La raffigurazione è di forte impatto emotivo, per la franchezza esecutiva e gli accenni naturalistici del modellato reso con una potente forza drammatica. Il santo è raffigurato in movimento: le grandi pieghe della veste, legata in cinta da una grossa corda nodosa, rendono un effetto molto plastico; l'abito è leggermente sollevato sul lato sinistro causato dal movimento naturale del ginocchio leggermente piegato. Una personalizzazione dell'espressione unica rende questa statua una dei lavori migliori dell'artista. La cura dei lineamenti del viso raccontano di un personaggio di età avanzata, scarno, quasi fosse privo di dentizione, ma brillante e acceso nello sguardo, un'espressione comunicativa importante. Con quest'opera il Bussolo manifesta una importante evoluzione artistica rispetto alle opere realizzate nel decennio precedente.
La scultura, prima del restauro, presentava una accentuata coloritura eseguita nei restauri successivi la realizzazione, con pesanti mani di colore apposte anche primi anni del '900.